# Shangshiling Zhonghe Kenzichang (bondby i Kina, Jiangxi Sheng, lat 29,78, long 116,69)
Shangshiling Zhonghe Kenzichang är en bondby i Kina. Den ligger i provinsen Jiangxi, i den sydöstra delen av landet, omkring 150 kilometer nordost om provinshuvudstaden Nanchang. Antalet invånare är 3 523. Befolkningen består av 1 767 kvinnor och 1 756 män. Barn under 15 år utgör 19,0 %, vuxna 15-64 år 71 %, och äldre över 65 år 8,0 %.
Runt Shangshiling Zhonghe Kenzichang är det ganska tätbefolkat, med 149 invånare per kvadratkilometer. Närmaste större samhälle är Dongsheng, 5,2 km norr om Shangshiling Zhonghe Kenzichang. I omgivningarna runt Shangshiling Zhonghe Kenzichang växer i huvudsak blandskog.
Genomsnittlig årsnederbörd är 2 323 millimeter. Den regnigaste månaden är maj, med i genomsnitt 364 mm nederbörd, och den torraste är oktober, med 68 mm nederbörd.